# Sant Esteve del Pedreguet
L'església de Sant Esteve del Pedreguet és l'actual església parroquial principal de la vila nord-catalana d'Illa, a la comuna del mateix nom, de la comarca del Rosselló.
Està situada cap al nord-oest del mateix centre de la vila d'Illa del Riberal, a l'antiga cellera d'on sorgí aquesta vila.
Aquesta església és esmentada des del 982, ja com a parroquial. Fou reconstruïda el segle xi, engrandida el XIII, reformada el 1664 i tornada a consagrar el 1736. Queden alguns fragments de l'obra romànica, sobretot el mur occidental, al costat del campanar. L'església conserva la làpida sepulcral d'Arnau Gasal d'Illa, de 1289.
D'aquesta església depenien les de Sant Climent de Reglella, Sant Salvador de Casesnoves i Sant Miquel de Llotes.

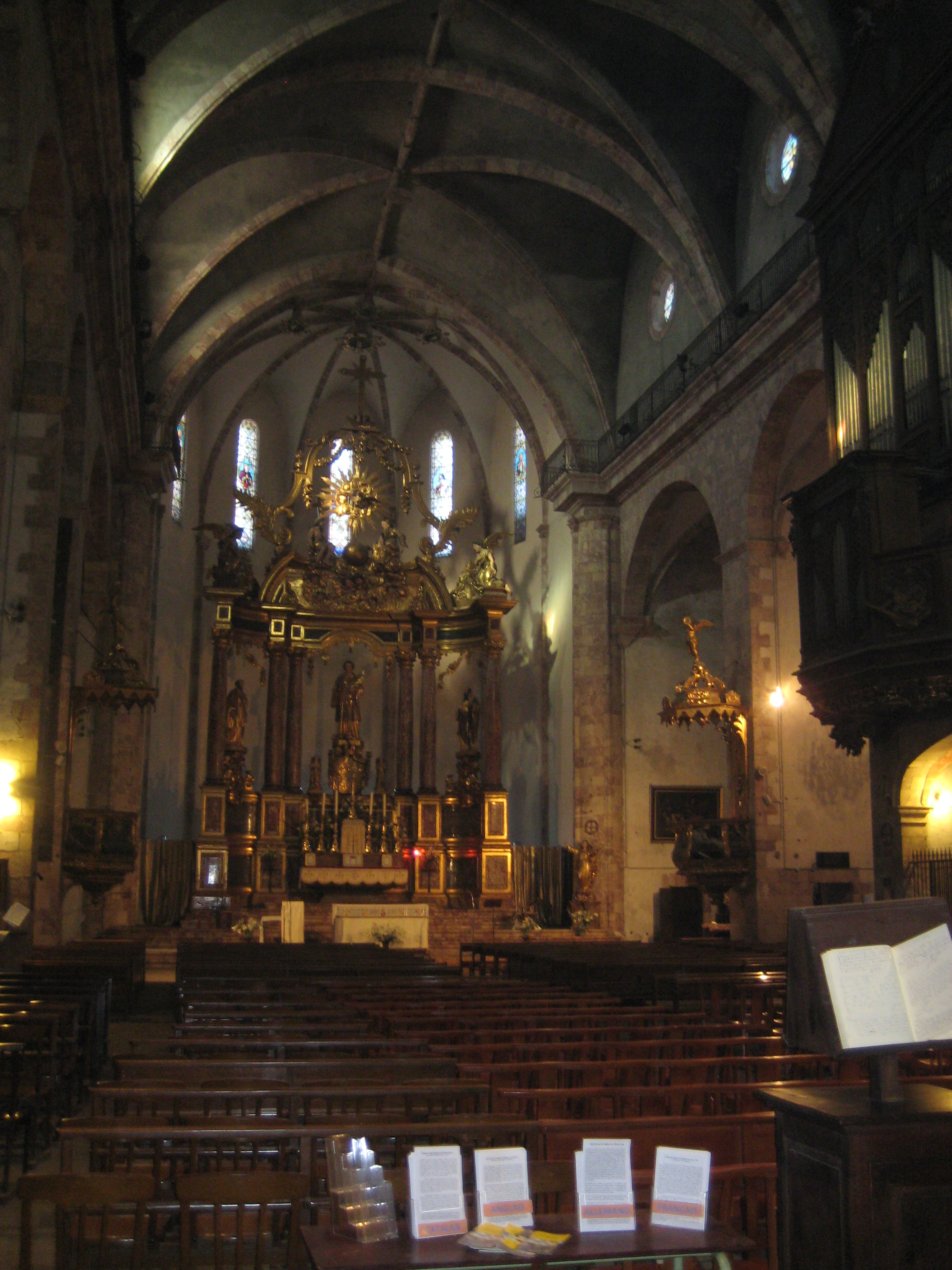
Interior de l'església parroquial
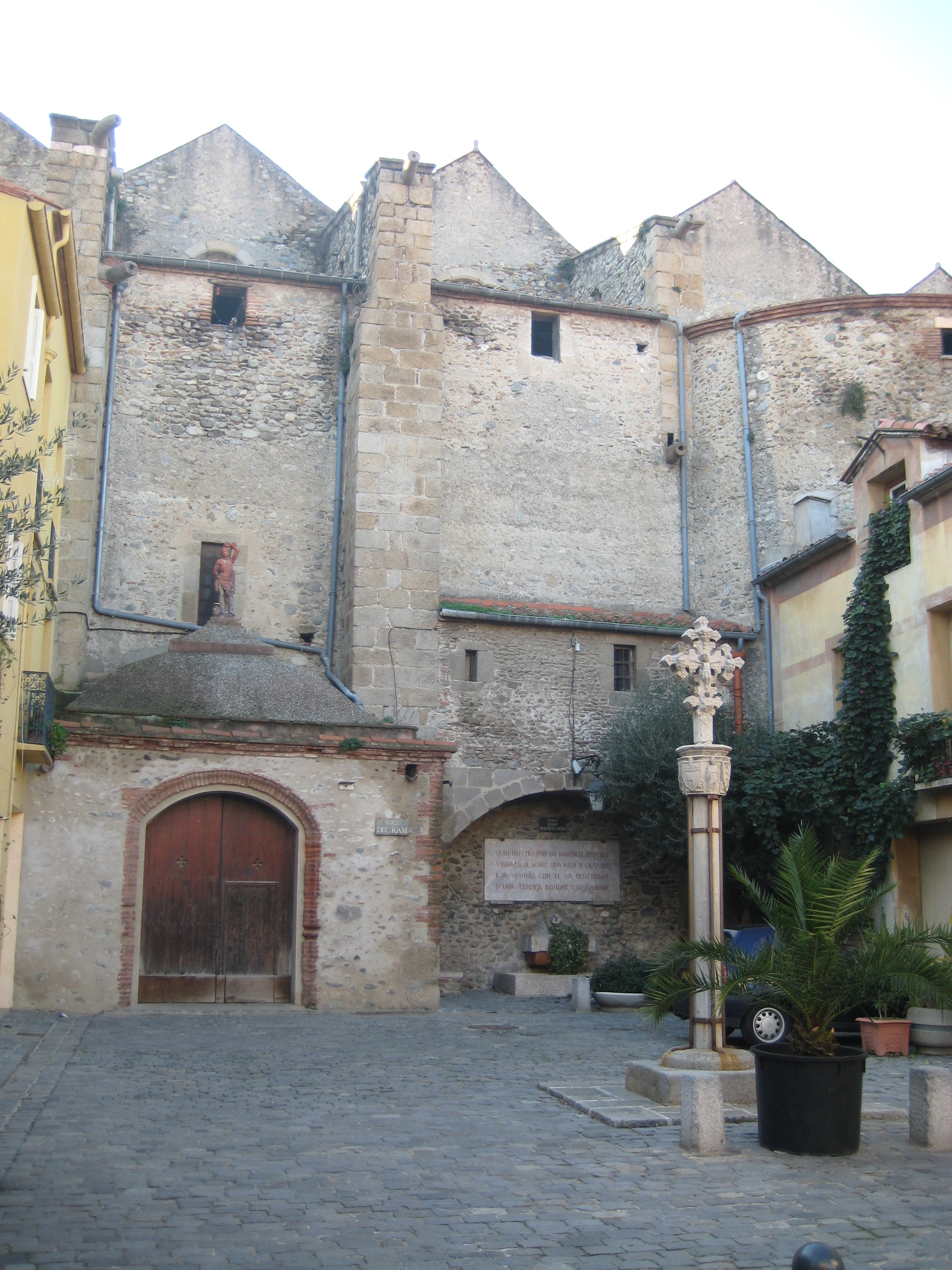
Lateral de l'església de Sant Esteve, amb el porxo d'entrada
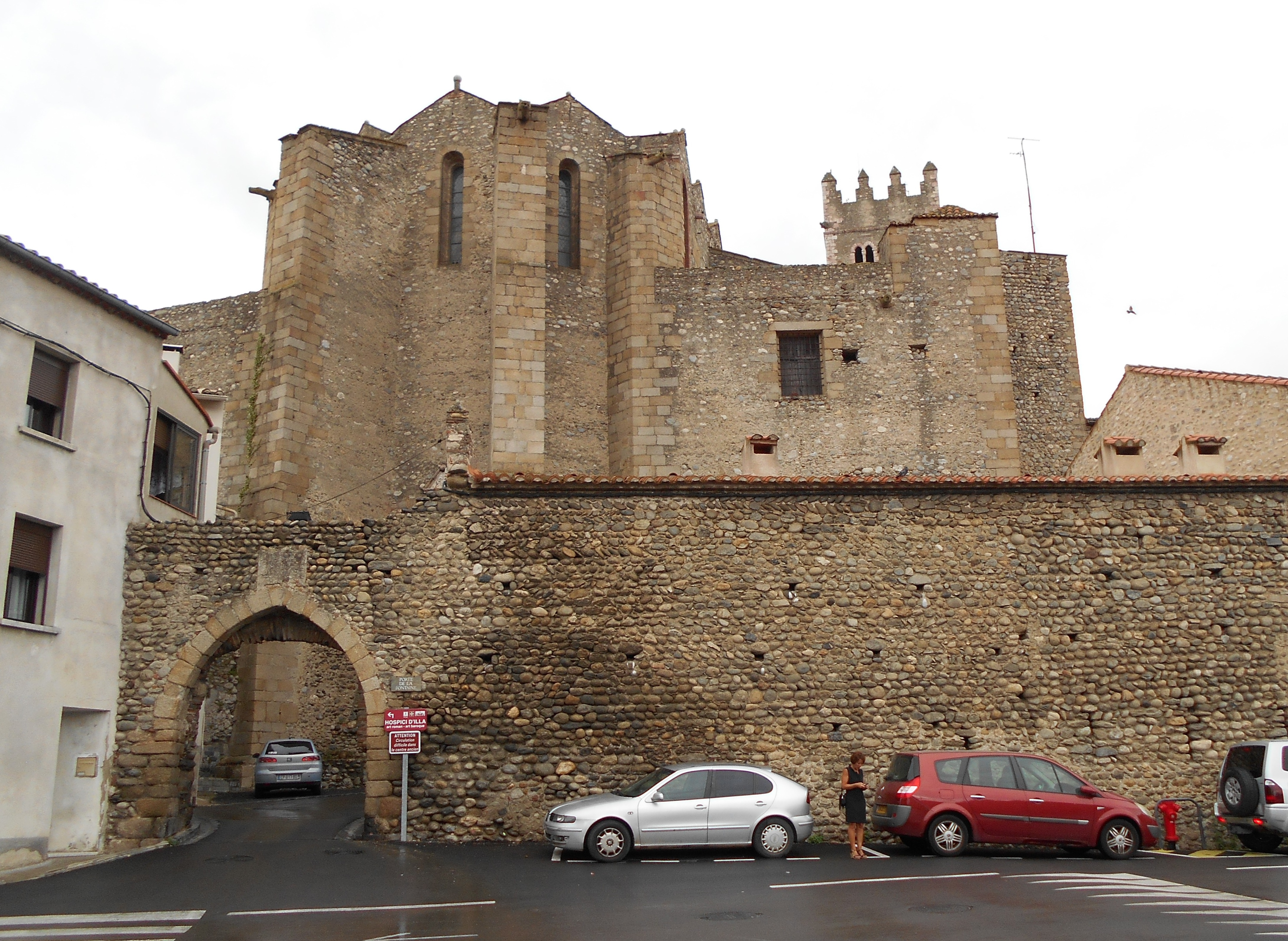
Absis de l'església